# Aspach (Baden-Württemberg)
Aspach is een plaats in de Duitse deelstaat Baden-Württemberg, en maakt deel uit van het Rems-Murr-Kreis.
Aspach telt 8.269 inwoners.
De gemeente bestaat uit 4, reeds in de middeleeuwen rondom kloosters en kerkjes ontstane, dorpen, die tot 1 februari 1972 vier zelfstandige gemeentes waren. Dit zijn Großaspach, Kleinaspach, Allmersbach am Weinberg en Rietenau. 
Großaspach, het grootste dorp binnen de gemeente, bestaat ten dele uit woonwijken voor na de Tweede Wereldoorlog geïmmigreerde Heimatvertriebene, Duitsers uit in 1945 aan o.a. Polen en Tsjechië toegewezen gebieden. Andere historische feiten van meer dan plaatselijke betekenis zijn niet overgeleverd.
Aspach maakt samen met enige buurgemeenten, waaronder Backnang, deel uit van een vereinbarte Verwaltungsgemeinschaft met zetel in die stad. De erfüllende Gemeinde, i.c. Backnang,  neemt in zo'n samenwerkingsverband een aantal taken over van de andere gemeenten daarbinnen. 
De gemeente ligt in geaccidenteerd terrein (hoogte 254-516 meter boven zeeniveau). Langs Großaspach loopt de in 2023 voltooide Bundesstraße 328. Deze leidt van Backnang ruim 15 km westwaarts naar afrit 13 van de Autobahn A 81, 10 km ten westen van Großaspach.
De noordelijke en westelijke buurgemeenten, in de Landkreis Ludwigsburg, zijn Steinheim an der Murr, en (korte stukjes gemeentegrens) Murr, Pleidelsheim, Erdmannhausen, Marbach, Großbottwar en Oberstenfeld.
De andere buurgemeenten, alle gelegen in de Rems-Murr-Kreis, zijn in het noordoosten Spiegelberg, in het oosten Oppenweiler, in het zuidoosten en zuiden de stad Backnang, in het zuidwesten Kirchberg an der Murr.
De gemeente onderhoudt een jumelage met de in Frankrijk gelegen gemeente Chemillé (Maine-et-Loire).

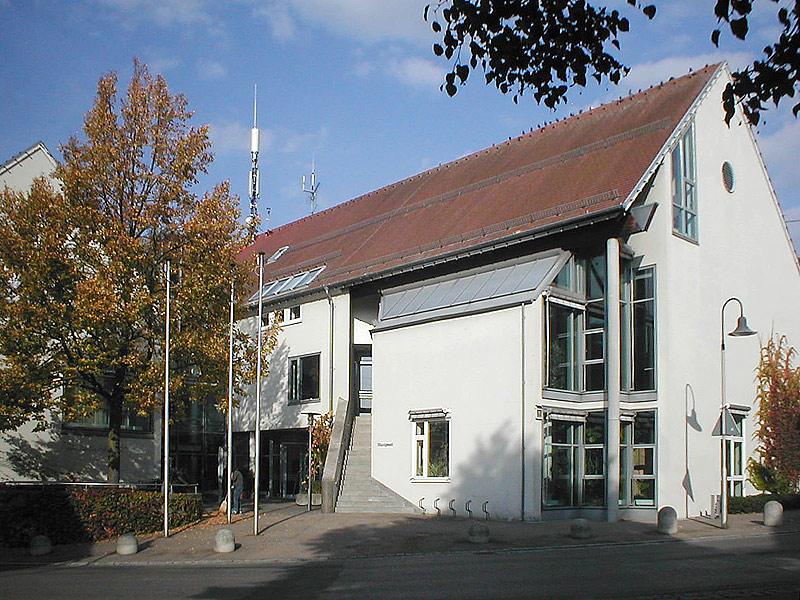
Gemeentehuis

## Economie
Veel inwoners van de gemeente pendelen als woonforensen naar hun werk in omliggende steden.
Verder zijn de landbouw, en, vanwege het natuurschoon, het toerisme van betekenis. In Großaspach liggen enkele bedrijventerreinen voor lokaal en regionaal midden- en kleinbedrijf. Allmersbach am Weinberg en Kleinaspach kennen enige wijnbouw (totaal 50 hectare).

## Bezienswaardigheden

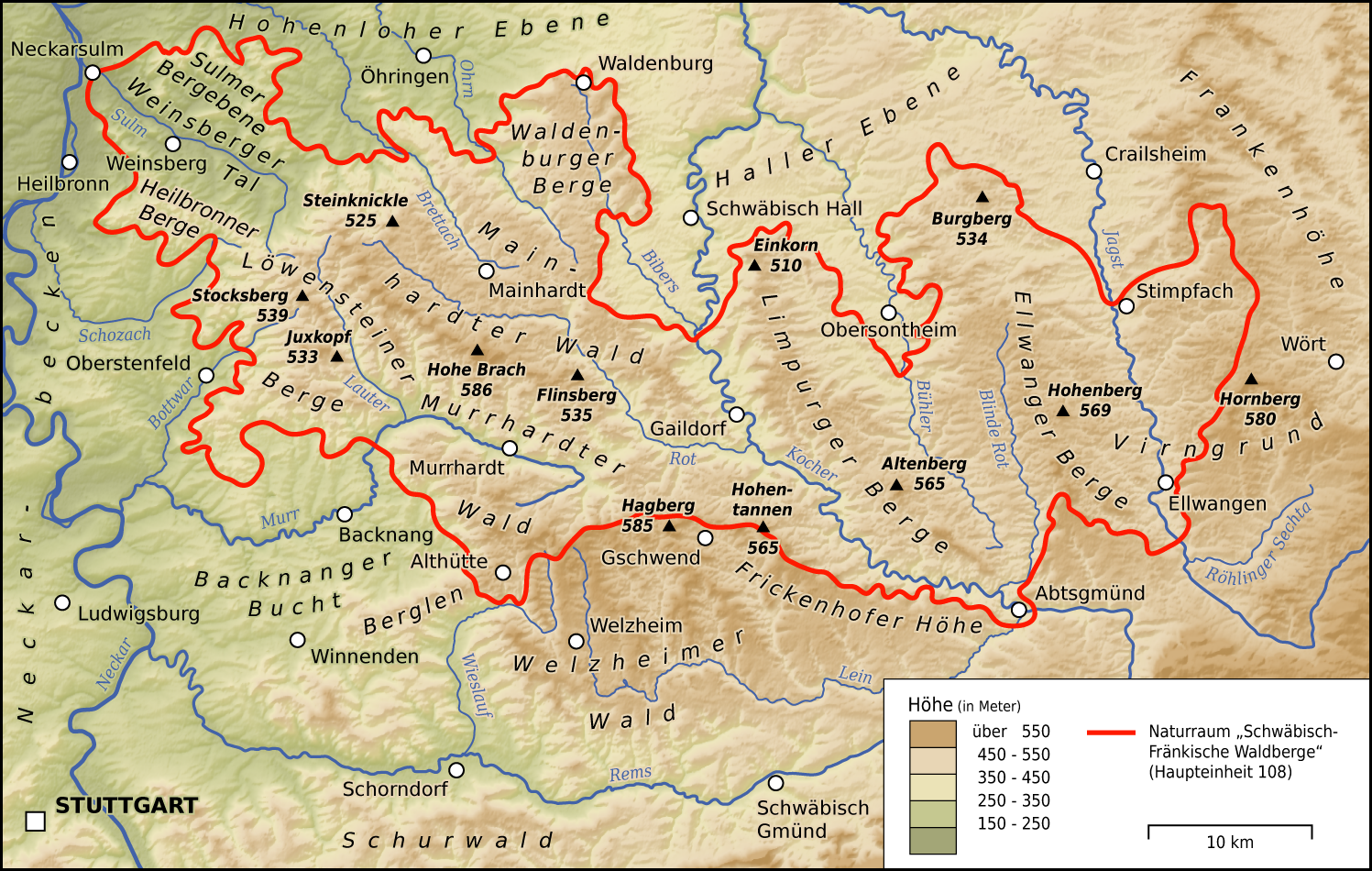
Kaart van de Schwäbisch-Fränkische Waldberge
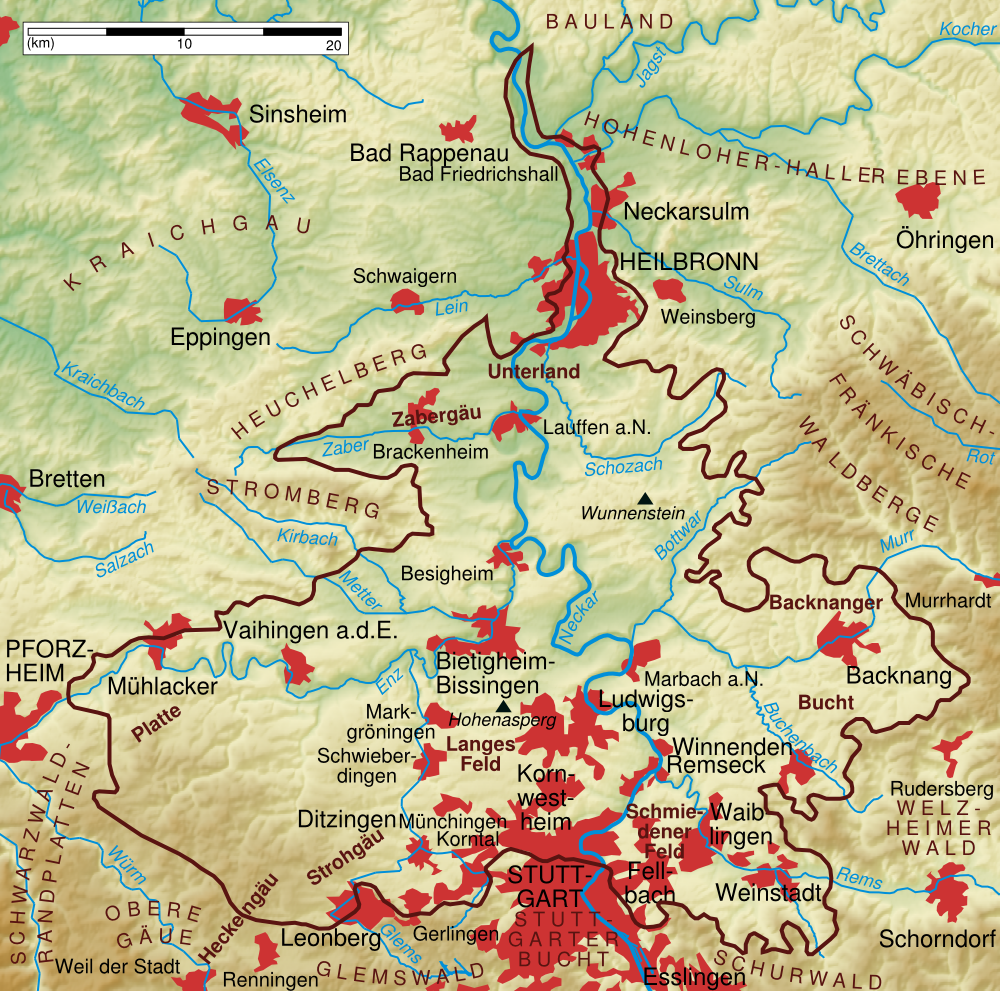
Kaart van de landstreek Neckarbekken
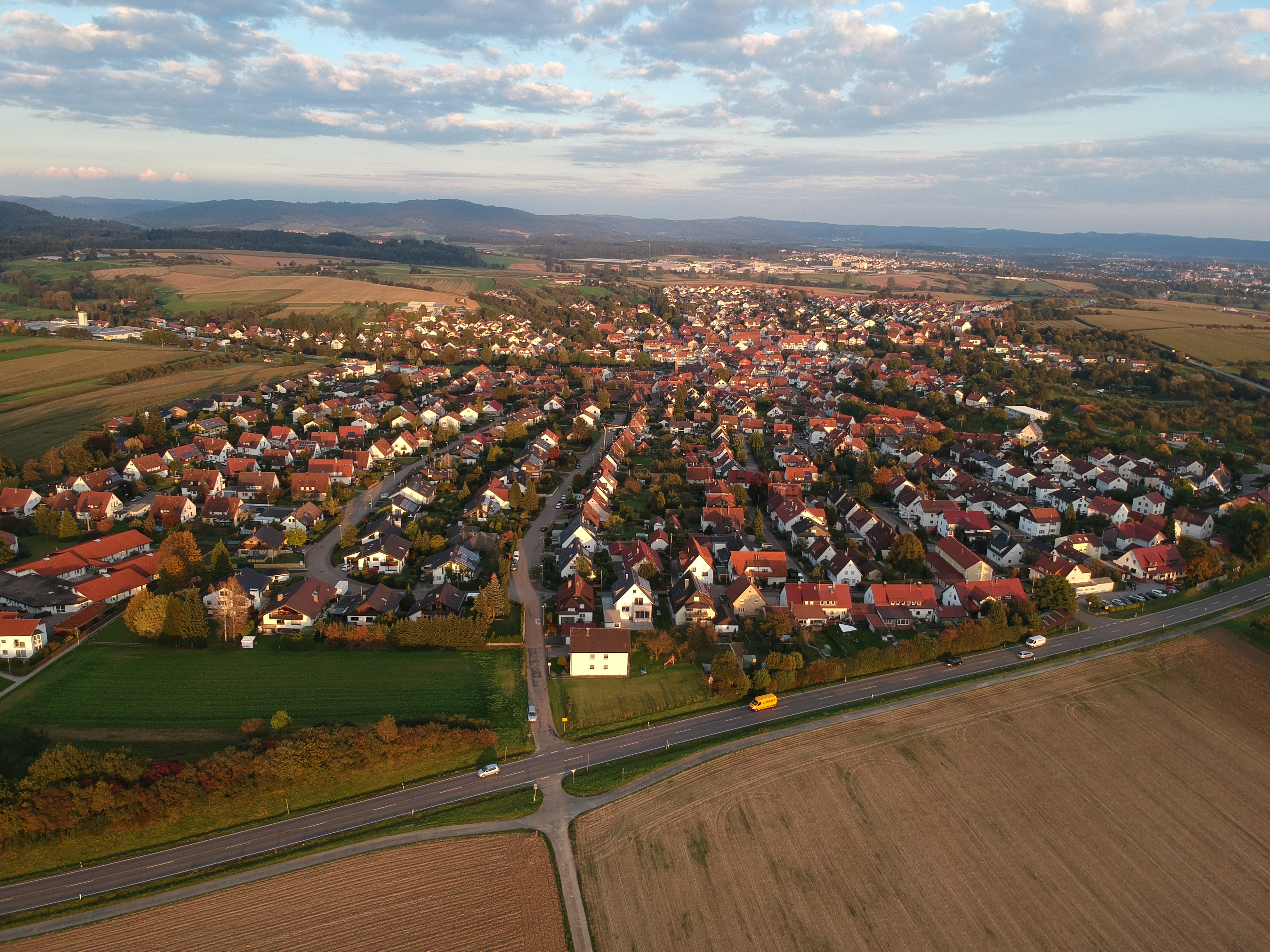
Luchtfoto vanuit het westen van Großaspach
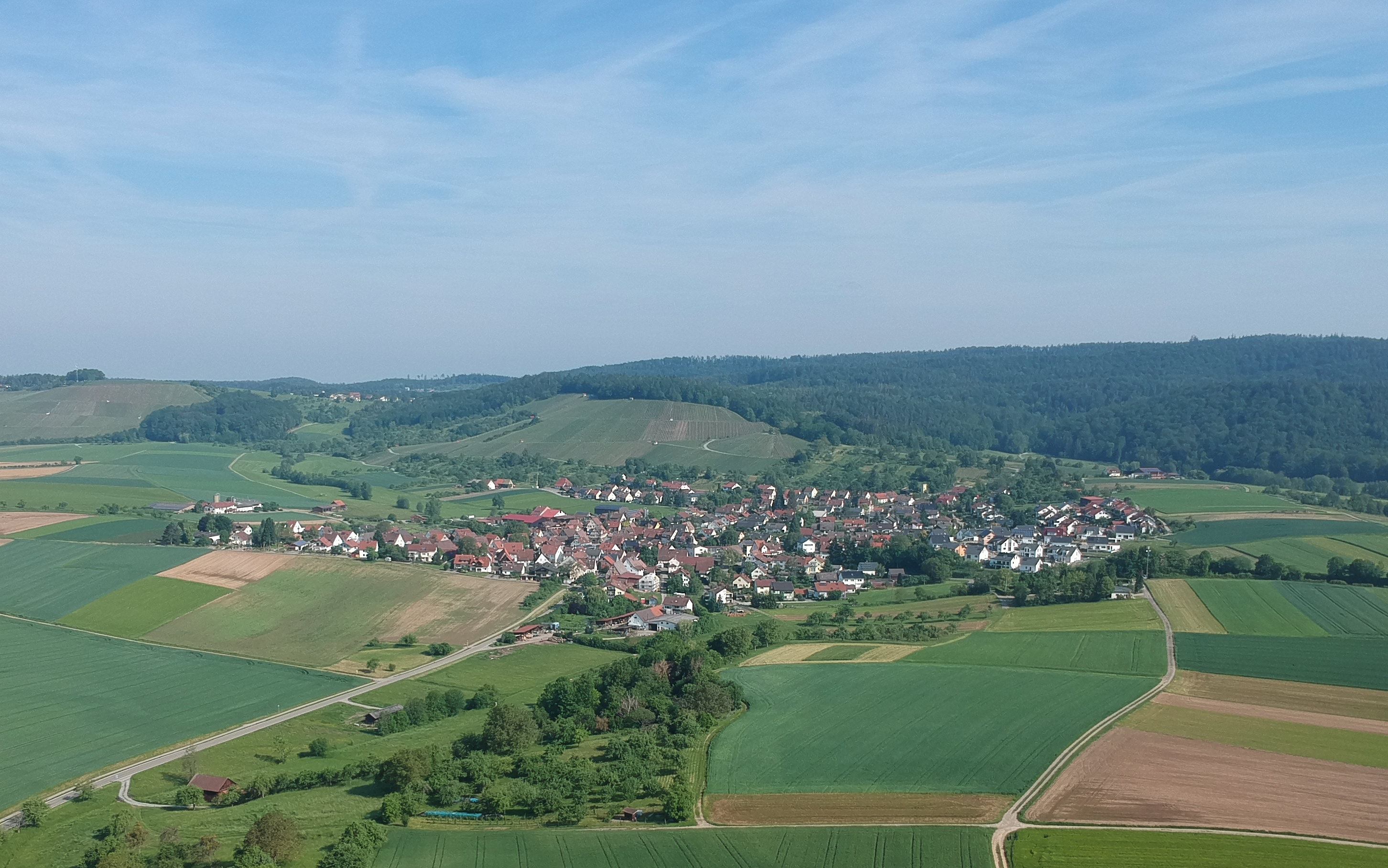
Luchtfoto Allmersbach am Weinberg
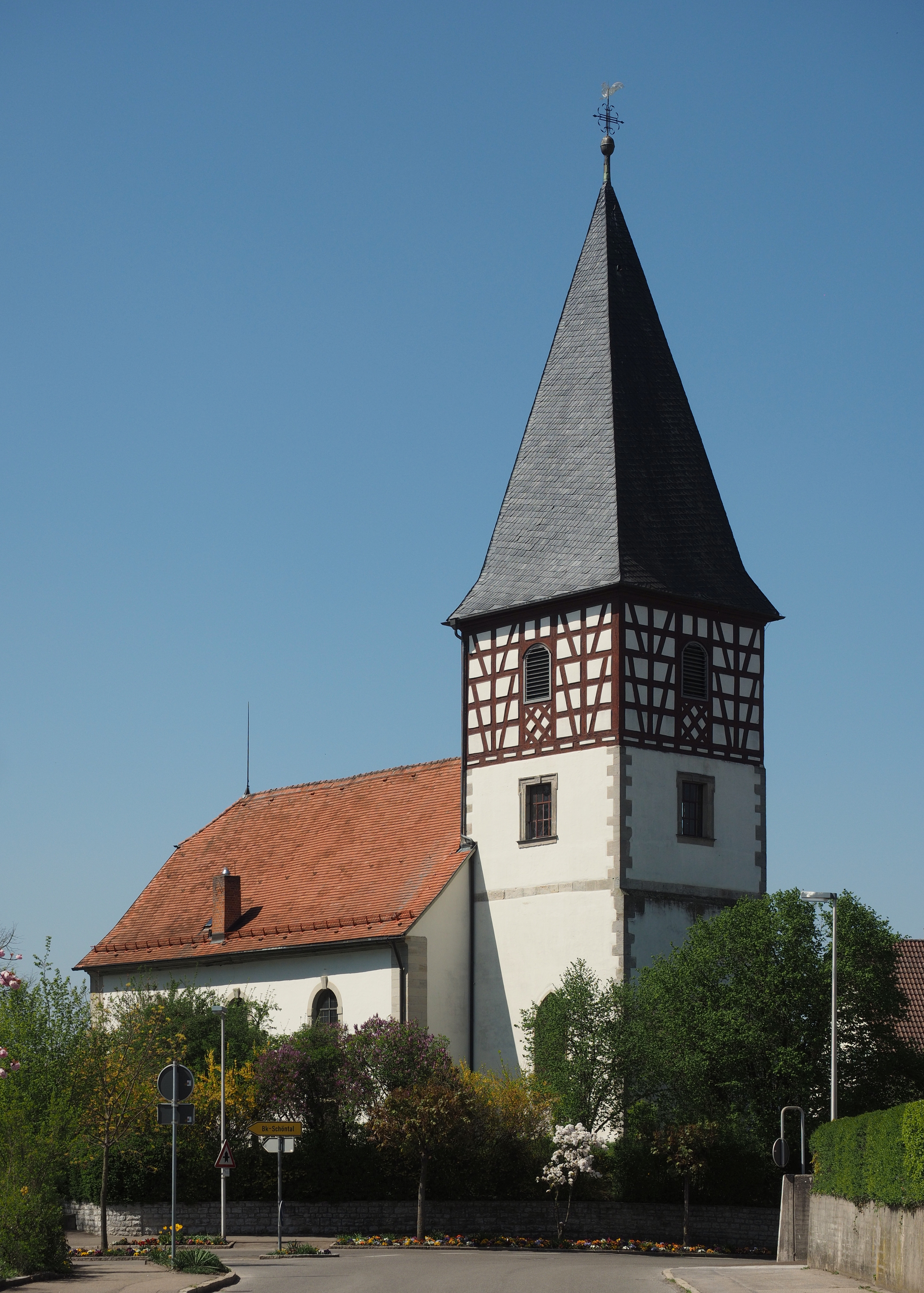
Evang.-lutherse St.Julianakerk, Großaspach (1698)
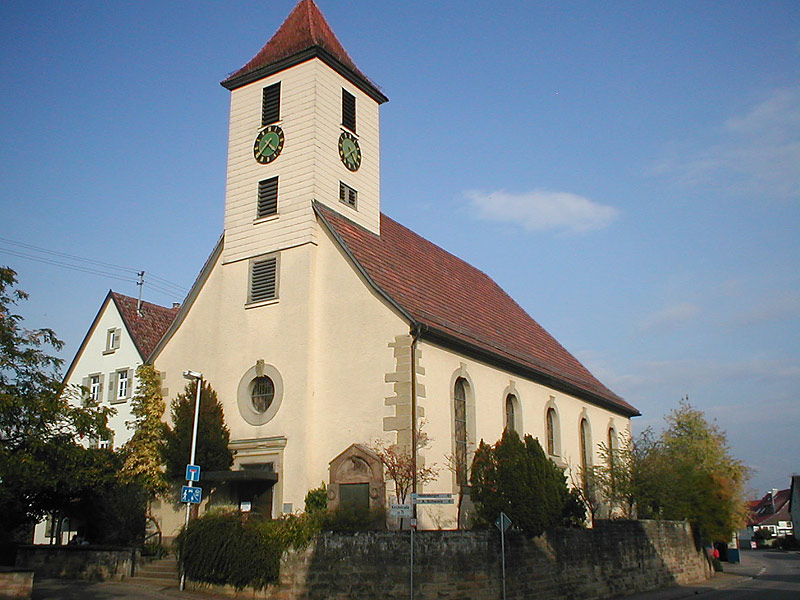
Evang.-lutherse St. Nicloaaskerk, Kleinaspach (1792)
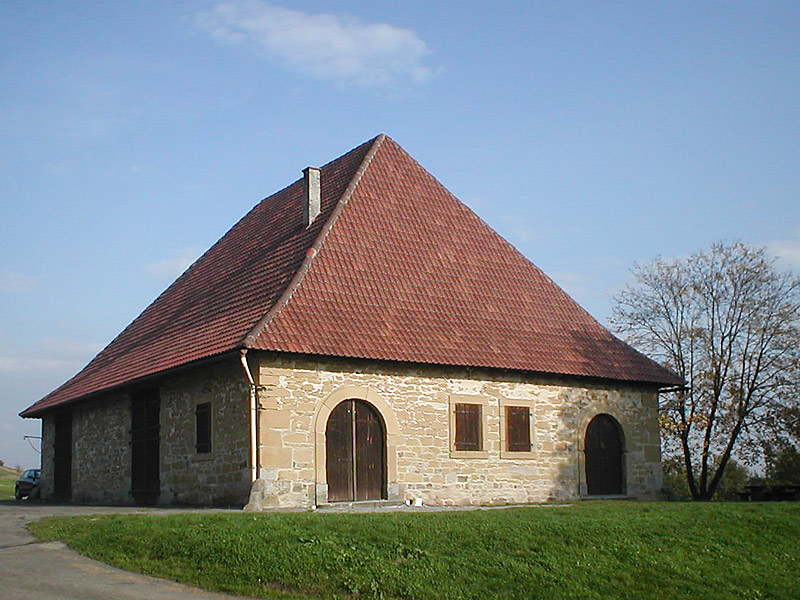
Historische wijnpers en -kelder Torkel (1522) te Kleinaspach

De dorpskerken van Groß- en Kleinaspach zijn bezienswaardig.
Aspach ligt deels in het natuurgebied Schwäbisch-Fränkische Waldberge en  de landstreek Neckarbekken.
Het ligt aan de zuidrand van de Löwensteiner Berge op een hoogte van 254 tot 516 meter. Ten westen van de deelgemeente Kleinaspach ligt het 'Hardtwald', een fraai natuurgebied.

## Geboren
- Hans Werner Aufrecht, geboren op 28 december 1938 te Großaspach, mede-oprichter van het in de autosport bekende bedrijf Mercedes-AMG.
- Vanessa Mai (Aspach of Backnang[3], 2 mei 1992), artieste, schlagerzangeres

## Bekende inwoners
- Andrea Berg, zangeres

Alfdorf ·
Allmersbach im Tal ·
Althütte ·
Aspach ·
Auenwald ·
Backnang ·
Berglen ·
Burgstetten ·
Fellbach ·
Großerlach ·
Kaisersbach ·
Kernen im Remstal ·
Kirchberg an der Murr ·
Korb ·
Leutenbach ·
Murrhardt ·
Oppenweiler ·
Plüderhausen ·
Remshalden ·
Rudersberg ·
Schorndorf ·
Schwaikheim ·
Spiegelberg ·
Sulzbach an der Murr ·
Urbach ·
Waiblingen ·
Weinstadt ·
Weissach im Tal ·
Welzheim ·
Winnenden ·
Winterbach